# Ридвир
Ридви́р (фр. Riedwihr) — упразднённая коммуна на северо-востоке Франции в регионе Эльзас — Шампань — Арденны — Лотарингия, департамент Верхний Рейн, округ Кольмар — Рибовилле, кантон Кольмар-2. До марта 2015 года коммуна административно входила в состав упразднённого кантона Андольсайм (округ Кольмар). Упразднена и с 1 января 2016 года объединена с коммуной Хольцвир в новую коммуну Порт-дю-Рид на основании Административного акта № 56 от 22 декабря 2015 года.
Площадь коммуны — 3,04 км², население — 376 человек (2006) с тенденцией к росту: 401 человек (2012), плотность населения — 131,9 чел/км².

## Население
Численность населения коммуны в 2011 году составляла 398 человек, а в 2012 году — 401 человек.
| 1962 | 1968 | 1975 | 1982 | 1990 | 1999 | 2006 | 2008 | 2011 | 2012 |
| ---- | ---- | ---- | ---- | ---- | ---- | ---- | ---- | ---- | ---- |
| 341  | 322  | 289  | 306  | 315  | 382  | 376  | 374  | 398  | 401  |

Динамика населения:

## Экономика
В 2010 году из 257 человек трудоспособного возраста (от 15 до 64 лет) 206 были экономически активными, 51 — неактивными (показатель активности 80,2 %, в 1999 году — 74,0 %). Из 206 активных трудоспособных жителей работали 197 человек (107 мужчин и 90 женщин), 9 числились безработными (5 мужчин и 4 женщины). Среди 51 трудоспособных неактивных граждан 15 были учениками либо студентами, 22 — пенсионерами, а ещё 14 — были неактивны в силу других причин.
На протяжении 2011 года в коммуне числилось 154 облагаемых налогом домохозяйства, в которых проживало 396,5 человек. При этом медиана доходов составила 22445 евро на одного налогоплательщика.

## Достопримечательности (фотогалерея)

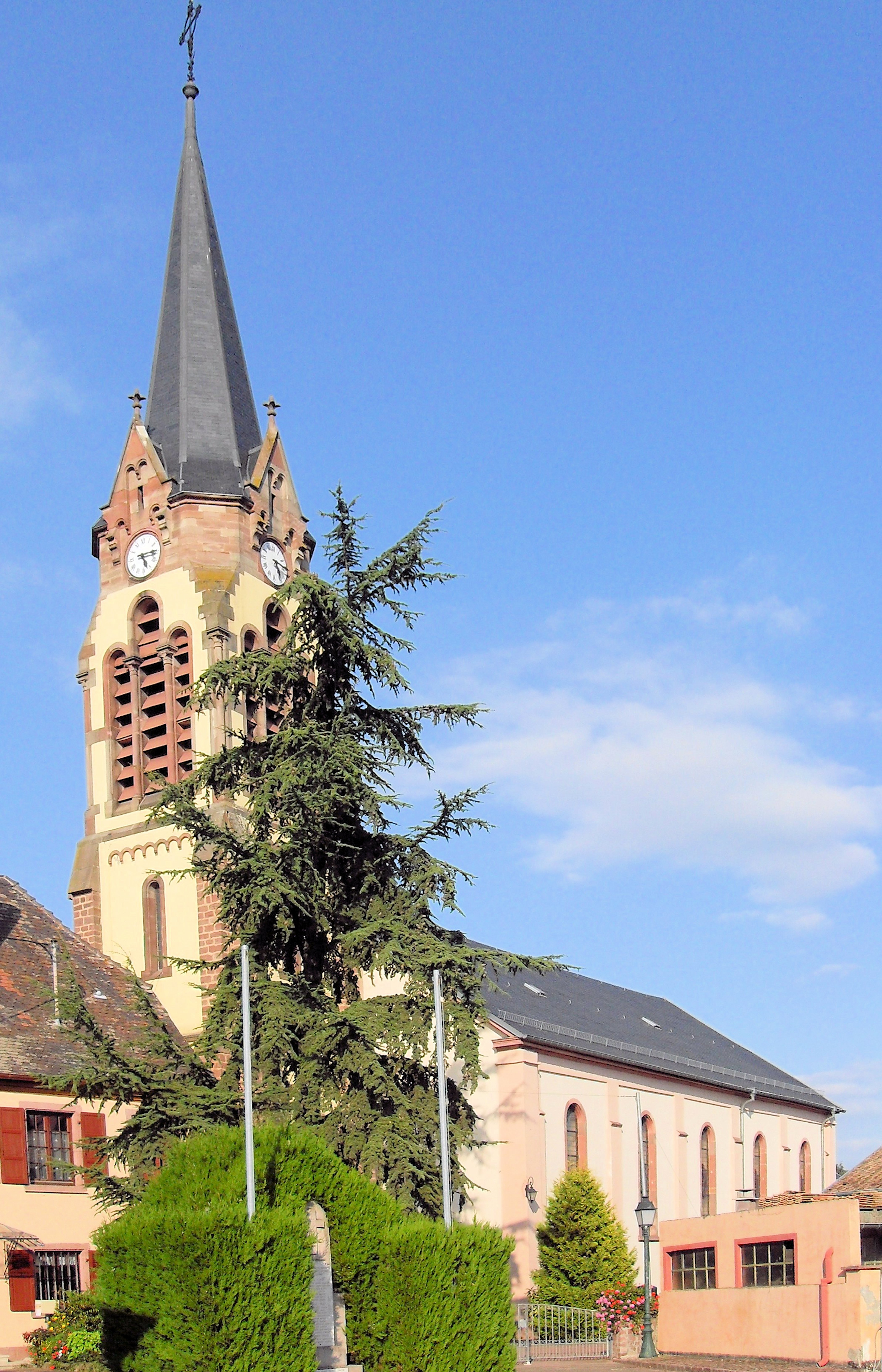
Церковь